# Echymiperinae
Sous-famille
Les Echymiperinae sont une sous-famille de marsupiaux de la famille des Péramélidés.

## Liste des genres
Selon ITIS:
- genre Echymipera Lesson, 1842
- genre Microperoryctes Stein, 1932
- genre Rhynchomeles Thomas, 1920